# Mohamed el-Habib Fassi-Fihri
Mohamed El Habib Fassi-Fihri (Essaouira, 12 januari 1932 - Rabat, 17 november 2008) was een Marokkaans rechter en diplomaat. Hij was ambassadeur in Griekenland en Wenen, en was rechter van een aantal rechtbanken en het Joegoslavië-tribunaal.

## Levensloop
Fassi-Fihri werkte van 1957 tot 1960 als rechter en vicepresident van het regionale gerechtshof van Casablanca, werd vervolgens in 1962 procureur van de koning, in 1971 advocaat-generaal van het hooggerechtshof en in 1986 Président de Chambre van dit hof.
Daarnaast werkte hij van 1964 tot 1971 en later nogmaals van 1976 tot 1982 als secretaris-generaal voor het Ministerie van Justitie. In de periode van 1982 tot 1986 was hij ambassadeur in Griekenland. Verder werd hij in 1990 ambassadeur in Oostenrijk en vertegenwoordiger van Marokko in Wenen voor internationale organisaties als de Verenigde Naties, het Internationaal Atoomenergieagentschap en de Organisatie voor Veiligheid en Samenwerking in Europa.
Op 14 maart 2001 werd hij beëdigd als rechter ad litem van het Joegoslavië-tribunaal in Den Haag. Hier volgde hij zijn landgenoot Mohamed Bennouna tot november van dat jaar op. Fassi-Fihri bracht een aantal publicaties voort en werd meermaals onderscheiden, waaronder met een opname in de Orde van Burgerlijke Verdienste van Marokko, de Orde van de Feniks van Griekenland en de Orde van Verdienste van Oostenrijk.

## Werk (selectie)
- 1997: L'itinéraire de la justice marocaine
- 1998: Barbelés pour la Méditerranée: nouvelles
- 2004: Jamaa Al Fna, ou, Le rassemblement de la dernière heure